# 抚建广兵备道
抚建广兵备道，《明史》称广建道，是明朝江西下设的一个整饬兵备道，夏秋驻建昌（今南城县），冬春驻抚州（今抚州市临川区）。明代典籍对抚建广兵备道的记载甚少，《明史》与《大明会典》的记载相互矛盾，《明史》将抚州排除在辖区之外。

## 沿革
正德七年（1512年）九月，明武宗拔擢胡世宁为江西宪副，胡世宁时任抚州兵备，这是该地区最早兵备道臣的述录。正德十年（1515年）十月，江西巡抚孙燧请复饶、抚二州兵备，武宗不许，则请敕分巡湖东道协理。正德十一年（1516年）二月，御史吴华以盗平，奏请裁撤“东乡县新设兵备副使”，东乡为抚州府属县，说明抚建广兵备在短时间内遭裁撤、复设、又被裁。万历二年（1574年）九月，江西巡抚凌云翼裁革分巡湖東道僉事陳學伊的兵备职衔，以及整飭撫州、建昌與廣信三府的督率練兵權限，抚建广兵备道名存实亡。此后，抚建广兵备道辖区改由分守湖东道统辖。

## 职能
抚建广兵备道向江西巡抚负责，兼摄分巡湖东道，整饬抚州、建昌、广信三府各属县额设精兵，及铅山县、抚州府、建昌府各守御所官军。